# Agricultural History
Agricultural History is een internationaal, aan collegiale toetsing onderworpen wetenschappelijk tijdschrift op het gebied van de landbouwkunde en de wetenschapsgeschiedenis. De naam wordt in literatuurverwijzingen meestal afgekort tot Agr. Hist. Het wordt uitgegeven door de Agricultural History Society en verschijnt 4 keer per jaar. Het eerste nummer verscheen in 1927.